# Drumheller Channels National Natural Landmark
Die Drumheller Channels National Natural Landmark bildet das Schaufenster zu den Drumheller Channels, dem markantesten Beispiel auf dem Columbia Plateau für die aus Basalt gebildete Turm-und-Becken-Landschaft der Channeled Scablands. Diese National Natural Landmark ist eine extrem erodierte Landschaft im Süden des zentralen Teils des US-Bundesstaates Washington, charakterisiert durch hunderte isolierter steil aufragender Hügel (sogenannter Härtlinge), die von einem verflochtenen Netzwerk zahlreicher Kanäle umgeben sind, die alle bis auf einen trockengefallen sind. Sie bildet das klassische Beispiel für die massiven erosiven Kräfte der gewaltigen Missoula-Fluten, die im Spät-Pleistozän die vulkanische Landschaft des Columbia Plateau umformten.

## Geographie
Der U.S. National Park Service erkannte 1986 die Bedeutung und natürliche Schönheit der Drumheller Channels und wies sie als National Natural Landmark aus. Der Geologe, der als erster die Belege für die eiszeitlichen Fluten erkannte und dokumentierte, J Harlen Bretz, schrieb:
„Drumheller is the most spectacular tract of butte-and basin scabland on the plateau. It is an almost unbelievable labyrinth of anastamosing channels, rock basins, and small abandoned cataracts.“
„Drumheller ist der spektakulärste Abschnitt des Turm-und-Becken-Ödlands auf dem Plateau. Es ist ein nahezu unglaubliches Labyrinth anastomosierender Kanäle, Felsbecken und trockengefallener Katarakte.“

Die Drumheller Channels verbinden das im Norden gelegene Quincy Basin mit dem Othello Basin im Süden. Sie können am schnellsten von Othello aus erreicht werden, von wo man etwa 8 mi (13 km) nordwestwärts auf der McManamon Road fährt, dann nordwärts auf der Morgan Lake Road, welche die Region der Drumheller Channels passiert. Die von Nord nach Süd verlaufende Morgan Lake Road (eigentlich eine Schotterpiste) quert das Zentrum der Channels, dem Crab Creek folgend. Es gibt ausgewiesene Wanderwege, darunter einen Lehrpfad, der von den Feuchtgebieten am Crab Creek zum Aussichtspunkt eines der Härtlinge führt und den Wanderern einen Eindruck von dieser einmaligen Landschaft vermittelt. Die Drumheller Channels können auch von der befestigten State Route 262, die nordwärts auf der Krone des Potholes Reservoir Dam verläuft (welcher einen Teil der Scablands überflutet hat), und von Westen her von den Höhen der Frenchman Hills aus eingesehen werden.

## Verlauf des prähistorischen Columbia River

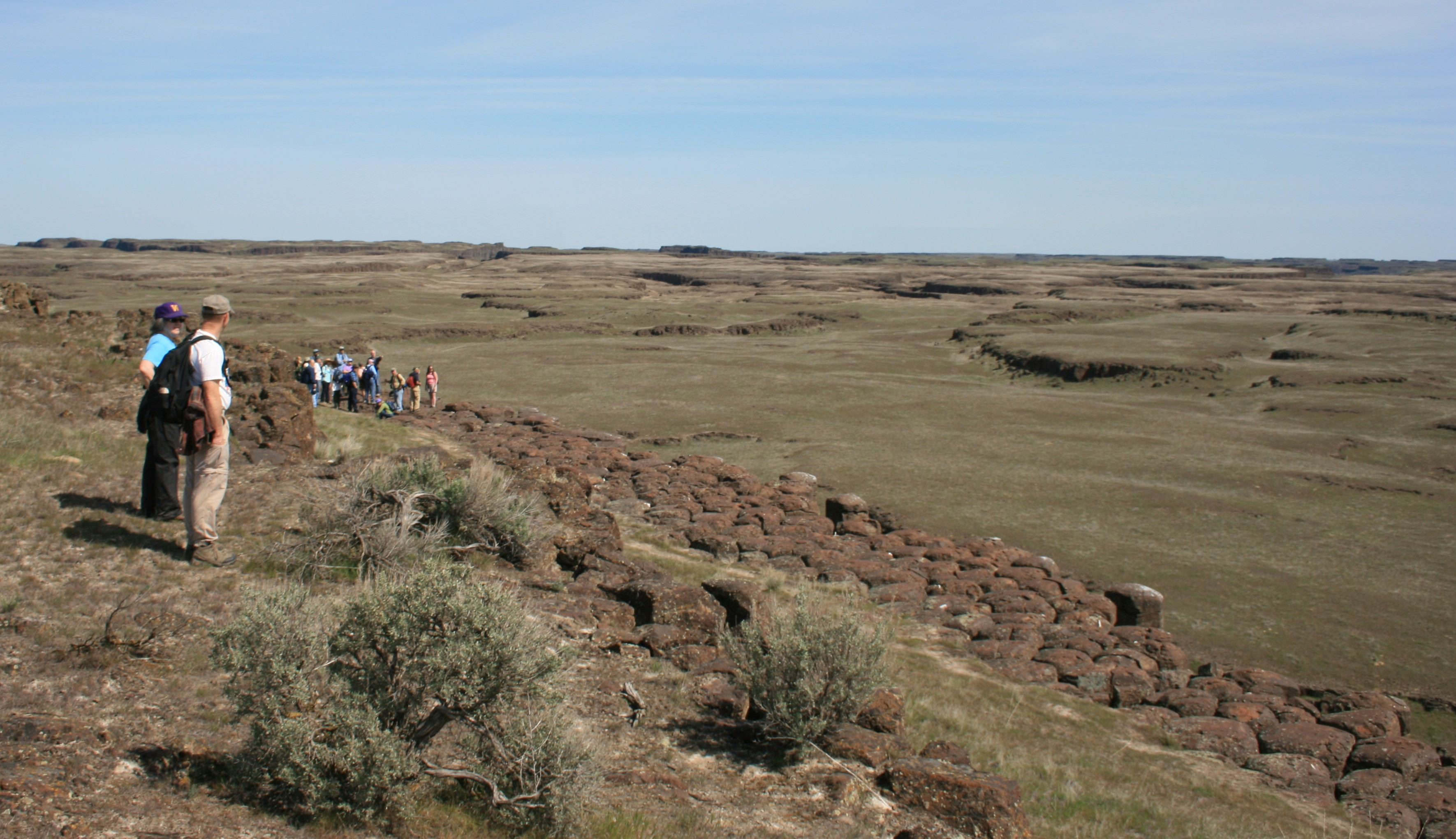
Die Tour des Ice Age Floods Institute in den Drumheller Channels – man beachte die beiden Personen im Vordergrund und die Gruppe im Hintergrund, die einen Eindruck von den Dimensionen der großräumigen Erosion vermitteln.

Der Okanogan-Lappen des Kordilleren-Eisschildes bewegte sich das Tal des Okanogan River entlang und blockierte den prähistorischen Lauf des Columbia River, so dass Wasser zurückgehalten wurde und der Lake Spokane entstand. Anfangs floss das Wasser aus dem Lake Spokane über den oberen Bereich der Grand Coulee und die Foster Coulee ab, um wieder den Columbia River zu erreichen. Als die Gletschermassen weiter nach Süden vorrückten, wurde die Foster Coulee abgeschnitten und der Columbia über die Moses Coulee mit Wasser versorgt, welche südwärts und leicht östlich des prähistorischen und heutigen Verlaufs des Columbia verläuft. Als der Okanogan-Lappen anwuchs, blockierte er auch die Moses Coulee; der Columbia fand das nächst tiefer gelegene Bett in der Region, das durch Erosion entstanden war und die heutige Grand Coulee bildet. Nachdem der eiszeitliche Columbia durch die heutige Region der Grand Coulee und der Dry Falls floss, erreichte er das Quincy Basin und den Crab Creek, folgte dessen Verlauf südwärts bis jenseits der Frenchman Hills und wandte sich dann westwärts, um entlang der Nordseite des Saddle Mountains weiter zu fließen und dem vorherigen (und heutigen) Verlauf genau oberhalb des Hauptdurchbruchs, der Sentinel Gap, weiter zu folgen.

## Entstehung der Drumheller Channels
Die Missoula-Fluten ergossen sich in den Lake Spokane, nachdem sie die Grand Coulee passiert und diese stark erweitert hatten, danach über die Dry Falls und kamen schließlich im Quincy Basin zu Stillstand, welches sie füllten; die Wassermassen bedeckten etwa 1500 km² und schufen die Ephrata Fan (ein Lager von mehr oder weniger großen Felsen, Steinen und Geröll am Eingang zu dem Becken). Das Abfluss-Volumen war so groß, dass das Wasser den Lake Spokane an vielen Orten überflutete und das Quincy Basin auch über die Telford-Crab Creek Scablands und die Lind Coulee eindrang (beide an der Ostseite des Beckens gelegen). Beim Erreichen der Frenchman Hills war der Wasserspiegel so hoch, dass – obwohl der Großteil der Wassermassen über das Tal des Crab Creek abfloss – ein Teil des Wassers die tieferen Lagen des Westens an drei Punkten der Evergreen und der Babcock Ridge überwand und so den Kanal des Columbia an der Frenchman Coulee im Südwesten, die Potholes Coulee im nördlichen Zentrum und die Crater Coulee im Nordwesten erreichte. Der Großteil der Fluten nahm den Weg des geringsten Widerstands geradewegs nach Süden durch die Drumheller Channels und erweiterte das Tal des Crab Creek.
Die Höhe der durch die Drumheller Channels abfließenden Fluten betrug mehr als 50 Meter, und das über eine Strecke von 20 Kilometern mit lokalen Höhenunterschieden von 2 … 12 Metern je Kilometer Fließstrecke. Dieses hydraulische Potential erzeugte in Verbindung mit Wassertiefen zwischen 60 und 120 Metern die Energie, Fließgeschwindigkeiten von bis zu 30 Metern je Sekunde (108 km/h) hervorzubringen, was den Oberboden und den darunter liegenden Basalt erodierte und so das komplexe Netzwerk der Kanäle, Becken, Kolke und Härtlinge schuf, das bis heute besteht. Einige dieser Objekte wie die großen Kolke zeugen von den gewaltigen Kräften der Fluten.
Die Drumheller Channels haben ihren ganz spezifischen Charakter; anders als bei den meisten anderen Zonen der Channeled Scablands gibt es nicht einen einzelnen zentralen Kanal oder einen Haupt-Katarakt. Die Fluten passierten die Drumheller Channels in einer 13 … 20 km breiten Kaskade. Bretz nahm 150 einzelne Kanäle und mehr als 180 Felsenbecken in der Region auf. Viele der tiefgelegenen Gebiete wie der Upper Goose Lake, die nicht mit dem Potholes Reservoir im Norden verbunden sind, sind durch Sickerwasser gefüllt, das durch das basaltische Grundgestein eindringt.

## Einflüsse der frühen Besiedlung
Der Einfluss der Besiedlung war erheblich; in den 1860er Jahren erschöpfte Überweidung die Populationen der meisten einheimischen Gräser. Erkundungen der Regierung in den 1880er Jahren identifizierten einen Großteil der Region als Ödland (englisch Badlands).

## Aktivitäten des Bureau of Reclamation
Das United States Bureau of Reclamation initiierte 1934 den Bau des Grand Coulee Dam am Columbia River, etwa 100 mi (161 km) nördlich der Drumheller Channels. Dieser Damm war nur ein Teil des Columbia Basin Project, welches vier Haupt-Stauseen, hunderte Pumpstationen und 2.300 mi (ca. 3.700 km) Bewässerungskanäle in der Region umfasste. Die Bewässerung begann 1951 und hob den Grundwasserspiegel an. Bis 1980, als die letzte Projektphase abgeschlossen wurde, war die Fläche der Feuchtgebiete im Columbia Basin mindestens zwanzigmal so groß wie zuvor, als nur Sickerwasser und ein erhöhter Grundwasserpegel zur Verfügung standen. Ziehende Wasservögel wurden vom Wasser und dem gestiegenen Nahrungsangebot der Region aus den benachbarten Landwirtschaftsflächen angelockt.

## Columbia National Wildlife Refuge
Das Columbia National Wildlife Refuge ist Teil der Drumheller Channels. Benachbarte Flächen wurden in das Seep Lakes Wildlife Area integriert. Mehr als 200 Säuger- und Vogelarten können in den Cliffs, Marschen, Grasländern, Seen, Feuchtflächen und Auwäldern beobachtet werden.